# Ian Gibson
Ian Gibson (Dublino, 21 aprile 1939) è uno storico e ispanista irlandese naturalizzato spagnolo.
Esperto di storia spagnola contemporanea, la sua fama è dovuta principalmente ai numerosi lavori biografici su autori quali Federico García Lorca, Salvador Dalí, Antonio Machado e Luis Buñuel, oltre che ad opere incentrate sui temi della guerra civile spagnola e sul regime dittatoriale del generale Francisco Franco.

## Biografia
Ian Gibson nacque il 21 aprile 1939 in una famiglia di fede puritana, in una Dublino che era allora a maggioranza cattolica. Sulla sua adolescenza, in un'intervista del 2012 lo stesso Gibson ha dichiarato: «mi sentivo un intruso, ero profondamente angosciato, vivevo una crisi d'identità che mi portò a comprendere da allora i problemi delle minoranze». 
Ricevette la prima formazione nel collegio Newton a Waterford, in Irlanda, un istituto fondato nel 1798 da una società religiosa. Successivamente intraprese gli studi al Trinity College a Dublino. Risale a quegli anni il primo incontro con il Romancero gitano (1928) di Federico García Lorca. Per rendere il suo castigliano fluente fu sufficiente un anno di intensi studi, durante i quali gli venne raccomandata la lettura integrale di un'opera in castigliano; Gibson scelse Azul (1888), del poeta nicaraguense Rubén Darío. A tal proposito ha dichiarato che:
Nel 1957 si recò per la prima volta in Spagna, a Madrid: ancora all'oscuro della dittatura e di chi fosse il generale Francisco Franco, si innamorò della cultura e dei paesaggi spagnoli, di "una penisola tutta piena di segreti ed enigmi".
Nel 1960 si laureò in Letteratura spagnola e Francese al Trinity College di Dublino e nel 1962 ebbe inizio la sua carriera universitaria come professore a contratto di spagnolo all'Università Queen's di Belfast, nell'Irlanda del Nord. Nel 1965 si recò nuovamente in Spagna, a Granada, alla ricerca di materiale bibliografico per la sua tesi dottorale, accompagnato stavolta da sua moglie. Nel 1968 iniziò a lavorare presso l'Università di Londra, dove tenne corsi di Letteratura spagnola e dal 1972 svolse anche il ruolo di reader di Letteratura spagnola moderna. Durante questi anni di docenza pubblicò due opere: La represión nacionalista de Granada en 1936 y la muerte de Federico García Lorca (Parigi, 1971) e The Death of Lorca (Londra, 1972), versione in inglese ampliata e corretta dell'opera precedente.
Nel 1975, anno della morte di Franco, abbandonò la vita accademica per dedicarsi a tempo pieno alla scrittura. Si stabilì nel sud della Francia e dopo tre anni, nel 1978, scelse di trasferirsi stabilmente a Madrid, dove cominciò a scrivere la biografia di Federico García Lorca. Nel 1984 ottenne la nazionalità spagnola, senza però rinunciare al suo passaporto irlandese. Nel 1991 si trasferì a El Valle, per approfondire le ricerche sulla vita e la morte di García Lorca.
Nel 2002 pubblicò la biografia di Rubén Darío, Yo, Rubén Darío. Memorias póstumas de un Rey de la Poesía, che gli valse la nomina a membro della Academia Nicaragüense de La Lengua Española, fondata nel 1928.
Dopo aver trascorso tredici anni in Andalusia, nel 2004 si trasferì nuovamente a Madrid per lavorare sulla biografia di Antonio Machado, stabilendosi nel quartiere di Lavapiés.
È sposato con Carole Elliot, con la quale ha avuto due figli (Tracey e Dominic).

## Opere
Insieme a Hugh Thomas e Paul Preston, fa parte del gruppo di ispanisti originari dell'Irlanda e del Regno Unito che si è dedicato allo studio della storia spagnola contemporanea, in particolare del periodo della Seconda Repubblica e della Guerra Civile. Alla carriera letteraria si affianca anche una prolifica attività giornalistica, televisiva e radiofonica.

### Opere storiche e/o biografiche
- La morte di Federico Garcia Lorca e la repressione nazionalista di Granada del 1936

(titolo originale: La represión nacionalista de Granada en 1936 y la muerte de Federico García Lorca), Parigi, 1971.
Il suo primo libro, scritto durante la sua docenza all'Università di Londra. Con un totale di 194 pagine, racconta dettagli e modalità dell'assassinio di Lorca. Fu pubblicato in lingua spagnola a Parigi nel 1971 dall'editore Ruedo Ibérico, ma fu immediatamente censurato dal regime franchista. Nel 1979 venne pubblicata in Spagna una versione corretta ed ampliata e nel 1996 ne fu prodotta una versione per il cinema, diretta da Marcos Zurinaga ed intitolata Muerte en Granada.
- The Death of Lorca (Londra, 1972).

Traduzione inglese dell'opera precedente, in una versione rivista ed ampliata dall'autore.
- The English Vice (Londra, 1978), pubblicato in spagnolo con il titolo El vicio inglés (Barcellona, 1980).

Uno studio accademico incentrato sulla correlazione fra l'ossessione vittoriana del castigo e la sessualità.
- En busca de José Antonio (Barcellona, 1980).

Tratta della vita di José Antonio Primo de Rivera (1903-1936), fondatore della Falange Spagnola nel 1933 e della sua morte per fucilazione ad opera dei repubblicani agli inizi della Guerra civile.
- La noche en que mataron a Calvo Sotelo (Barcellona, 1982).

Approfondisce le vicende riguardanti l'assassinio di José Calvo Sotelo (1893-1936), ministro della dittatura di Primo de Rivera e leader della destra monarchica durante la Seconda Repubblica.
- Paracuellos, cómo fue (Barcellona, 1983).

Una ricerca condotta con rigore ed oggettività sulle uccisioni di Paracuellos, perpetrate nella capitale spagnola nel novembre e nel dicembre del 1936. Si tratta di uno degli episodi più brutali della repressione repubblicana, durante il quale dei miliziani repubblicani sottrassero dal carcere Modelo di Madrid circa 2400 prigionieri, i quali vennero poi fucilati a Paracuellos del Jarama e Torrejón de Ardoz. Fu ripubblicato nel 2005.
- Federico García Lorca. I. De Fuente Vaqueros a Nueva York (Barcellona, 1985).

Prima parte della monumentale biografia di Federico García Lorca.
- Queipo de Llano. Sevilla, verano de 1936 (Barcellona, 1986).

La biografia di Gonzalo Queipo de Llano, uno dei protagonisti dell'insurrezione militare che diede origine alla Guerra civile spagnola.
- Federico García Lorca. II. De Nueva York a Fuente Grande (Barcellona, 1987).

Seconda parte della biografa di Federico García Lorca.
- Federico García Lorca. A Life (Londra, 1989).

Una versione ridotta, in inglese, dei due libri precedenti dedicati a García Lorca e pubblicati rispettivamente nel 1985 e nel 1987. Con quest'opera fu insignito di due premi: il James Tait Black Memorial Prize e il Duff Cooper Prize.
- Guía de la Granada de Federico García Lorca (Barcellona, 1989).

Successivamente tradotta in inglese dallo stesso autore con il titolo di Lorca's Granada. A Practical Guide (Londra, 1992). Non si tratta di una biografia convenzionale: "Attraverso dieci itinerari, Ian Gibson ha voluto portarci alla scoperta dei luoghi lorchiani, rivelandoci la loro rilevanza per la vita, l'opera e la tragica fine del poeta."